# Otiophora pycnoclada
Otiophora pycnoclada är en måreväxtart som beskrevs av Karl Moritz Schumann. Otiophora pycnoclada ingår i släktet Otiophora och familjen måreväxter. Inga underarter finns listade i Catalogue of Life.